# Capa de oro de Mold

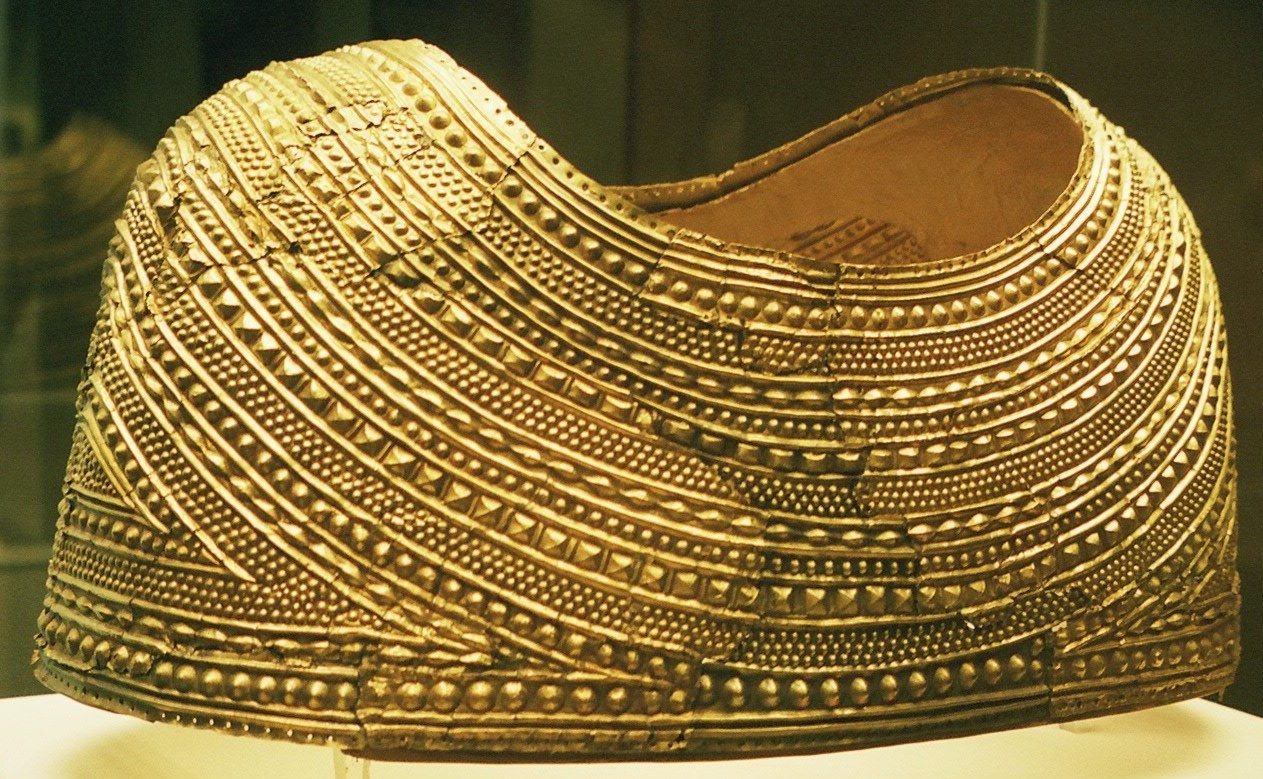
Capa de oro de Mold, Edad del Bronce, Museo Británico de Londres.

La capa de oro de Mold es un ornamento ceremonial de oro, perteneciente a la Edad de Bronce, siendo única en su clase, y que data del año 1900-1600 a. C..

## Historia
La capa fue hallada en el monte Bryn yr Ellyllon (Colina de las Hadas o de los Duendes) situado en la localidad de Mold, ciudad del condado de Flintshire, Gales del Norte, a orillas del río Alyn, por trabajadores de una cantera en el año 1833. Se halló dentro de una especie de sepulcro de piedra, que en su interior contenía un esqueleto portando la capa dorada. 

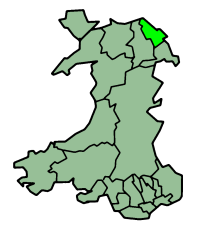
Ubicación del condado de Flintshire en la región de Gales del Norte.

La capa era un ornamento utilizado en ceremonias, y podría haber pertenecido a algún autoridad religiosa. 
Dado que su soporte se había podrido, la frágil capa se rompió durante su descubrimiento. Las piezas de dispersaron entre diversas personas. Aunque el Museo Británico adquirió las partes mayores en 1836, fragmentos más pequeños fueron apareciendo de manera irregular a lo largo de los años y se reunieron con las partes mayores.
Más tarde, un estudio detallado y su restauración pusieron de manifiesto la forma general de la capa, que en el pasado se malinterpretó como un ornamento caballar para el pecho del animal. También se puso en evidencia que un segundo objeto, más pequeño, en un estilo grabado parecido, estaba presente también en la tumba. La capa actualmente está montada sobre tela.
La capa es el número 6 de la lista de hallazgos arqueológicos británicos seleccionados por un grupo de expertos del Museo Británico para el documental televisivo de la BBC del año 2003 titulado Our Top Ten Treasures (Nuestros Diez Mejores Tesoros) presentado por Adam Hart-Davis. También apareció en la serie de BBC Radio 4 Una historia del mundo en cien objetos, como el objeto número 19 en febrero de 2010.
La capa fue expuesta en el Museo Nacional de Gales, Cardiff hasta el 4 de agosto de 2013, pero fue trasferido a Wrexham del 7 de agosto al 14 de septiembre de 2013.

## Características
- Material: Hojas de oro, tiras de bronce y cuero en el interior.
- Peso: 560 gramos.

## Enlaces wikipédicos
- Gales del Norte
- Edad de Bronce
- Museo Británico
- capa
- Cultura de Wessex